# Saint-Augustin (Madagascar)
Pour les articles homonymes, voir Saint-Augustin.
Saint-Augustin (ou Ianantsony, ou Anantsono) est une localité, devenue commune (en malgache : kaominina), de la région d'Atsimo-Andrefana (district de Toliara II), dans le Sud-Ouest de Madagascar. Le tropique du Capricorne passe à quelques kilomètres au nord du bourg de Saint-Augustin. Cette localité a donné nom à la baie éponyme où aboutit le fleuve Onilahy.

## Géographie
Le bourg de Saint-Augustin est situé au pied de grandes falaises calcaires blanches, à l'embouchure de l'Onilahy, à une trentaine de kilomètres par la route au sud de Tuléar (Toliara). Le site est formé d'alluvions limoneuses et sableuses. Une partie du sable est remanié en dunes. La population est formée pour l'essentiel par des pêcheurs vezo.

## Histoire
À bord de sa caravelle Nossa Senhora da Esperança, un jésuite portugais, le père Luis Mariano, donna une description du site de Saint-Augustin observé en 1614. Entre 1602 et 1640, Régimont et Goubert, des marins de Dieppe, fréquentent la baie, au même moment que des Hollandais et des Anglais. C'est probablement à eux que l'on doit ce nom de Saint-Augustin. La baie de Saint-Augustin a plus tard été marquée par le passage de nombreux navires pirates et négriers du XVIIe siècle au début du XIXe siècle. En 1644, 140 pères pèlerins, semblables à ceux du Mayflower, établissent un fort. Un an plus tard, il ne reste que 12 survivants qui repartent en Angleterre. Plus tard, des commerçants indiens et français, en relation avec Nosy Ve, s'établissent à Saint-Augustin. Pourtant le site de Tuléar a été préféré par l'administration coloniale française à cette localité, du fait d'un site limité en surface et soumis aux inondations.

## Économie
L'activité principale de Saint-Augustin est la pêche à partir de pirogues à balanciers. La baie constitue un site riche en ressources halieutiques. Un peu en amont sur l'Onilahy, on pratique la riziculture apportée par la population tanosy. S'y ajoute l'élevage des caprins et des bovins.
L'activité touristique a commencé à se mettre en place, profitant d'un site tout à fait exceptionnel par la variété de ses paysages. On comptait, fin 2009, trois petits gîtes fréquentés par des résidents de Tuléar et par des touristes préférant prendre le taxi brousse et la pirogue pour se rendre de Tuléar à Anakao.

## Faune
C'est en 1995 que des pêcheurs ont ramené un cœlacanthe trouvé dans le canyon sous-marin qui prolonge l'Onilahy. Depuis d'autres ont été observés.
Dans le marais à mangrove de Lavadonoro, situé face au bourg, sur la rive gauche de l'Onilahy, on peut observer des maki (Lémur catta) au coucher du soleil.